# Lista de membros da Royal Society eleitos em 1925
Esta página lista Membros da Royal Society eleitos em 1921.

## Fellows
- William Ringrose Gelston Atkins
- Sir Charles Arthur Lovatt Evans
- Sir Ralph Howard Fowler
- Francis Arthur Freeth
- Walcot Gibson
- Sir Harold Jeffreys
- Frederic Wood Jones
- James Kenner
- Sir Edward Mellanby
- James Alexander Murray
- Joseph Proudman
- Sir Richard Vynne Southwell
- Leonard James Spencer
- Robert John Tillyard
- Richard Whiddington